# Maha Sarakham
Maha Sarakham (tajsko มหาสารคาม) je mesto na severovzhodu Tajske (Isan) in je prestolnica istoimenske province. Maha Sarakham je izobraževalno središče. Prav tako je znano po svojih zgodovinskih objektih in izobraževalnih ustanovah. Mesto je leta 2018 imelo 47.852 prebivalcev.